# ARM Cortex-A510
ARM Cortex-A510是一個基於ARMv964位指令集架構設計的中央處理器以及ARM內核。由安謀控股旗下劍橋設計中心的劍橋團隊設計。

## 設計
ARM Cortex-A510與前一代ARM Cortex-A55相比，性能提升35%，能效比提高20%以及3x機器學習性能。對比前一代ARMCortex-A55的兩條解碼流水線，ARM Cortex-A510升級到三條，不再支持Aarch32。三條前端以及後端擁有3個ALU。